# Dzikowiec (województwo dolnośląskie)

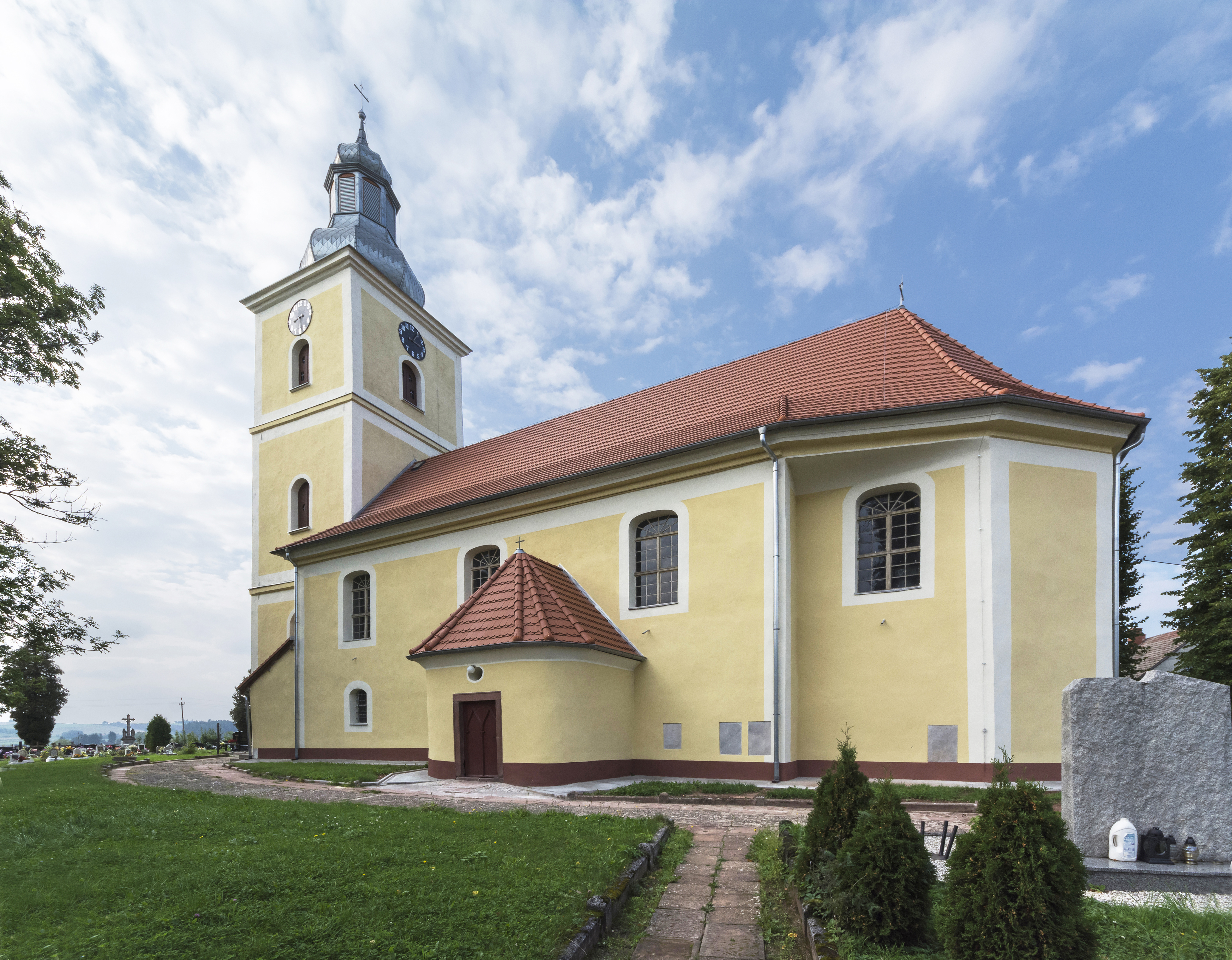
Kościół św. Marcina w Dzikowcu

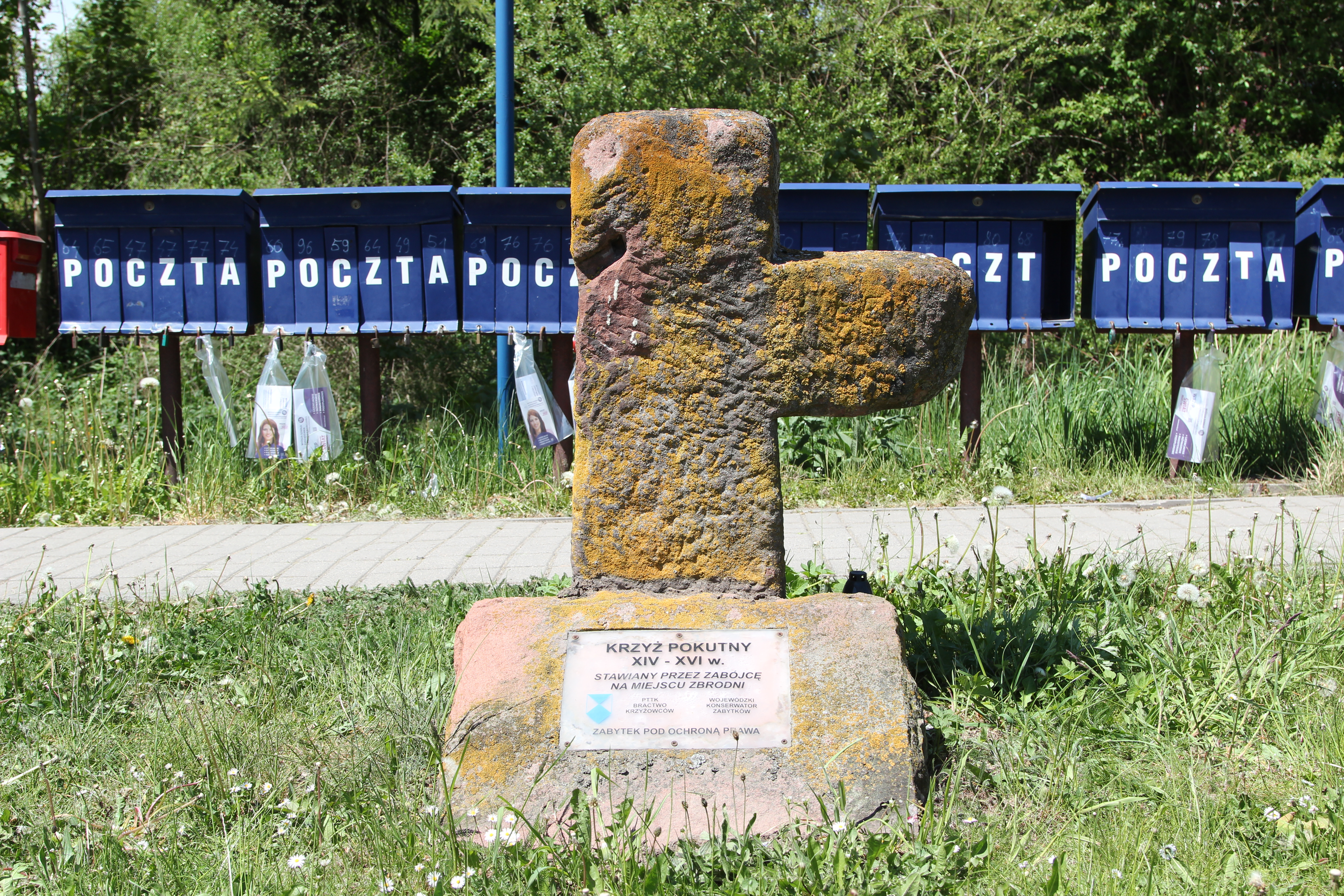
Krzyż kamienny w Dzikowcu

Dzikowiec (niem. Ebersdorf bei Neurode) – wieś w Polsce, położona w województwie dolnośląskim, w powiecie kłodzkim, w gminie Nowa Ruda.

## Położenie
Wieś leży w dolinie Dzika, pomiędzy Garbem Dzikowca a Górami Sowimi, na wysokości 470–505 m n.p.m.

## Podział administracyjny
| SIMC    | Nazwa          | Rodzaj     |
| ------- | -------------- | ---------- |
| 0854156 | Dębówka        | część wsi  |
| 0854162 | Nowy Dzikowiec | przysiółek |

W latach 1975–1998 miejscowość administracyjnie należała do województwa wałbrzyskiego.

## Historia
Dzikowiec powstał na początku XIV wieku jako wieś królewska, pierwsza wzmianka wymieniająca kościół pochodzi z 1337 roku. W 1372 i 1398 właścicielem wsi był Rembold 
Ratold (Donig von Zdanic). W 1390 część miejscowości zakupili kanonicy regularni z Kłodzka. W 1597 roku wieś przeszła na własność jezuitów i była ona w ich posiadaniu do 1776 roku, kiedy to zakon uległ kasacie. W 1781 wieku w pobliżu powstała pierwsza kopalnia węgla kamiennego Lisette, z czasem powstały kolejne. W 1787 roku Dzikowiec liczył 137 domów, były w nim wtedy: kościół, szkoła, dwór z folwarkiem, młyn wodny, tartak, cegielnia oraz dwa wapienniki. Wiek XIX przyniósł znaczny gospodarczy rozwój wsi, poza tym miejscowość nabrała znaczenia letniskowego. W roku 1906 przez Dzikowiec przeprowadzono linię kolejową ze Ścinawki Średniej do Woliborza. Po 1945 roku wieś utrzymała swój rolniczo-przemysłowy charakter, z tym, że początkowo większe znaczenie miało tu rolnictwo. W 1988 roku było tu 88 gospodarstw rolnych i kilka zakładów przemysłowych.

## Zabytki
Według rejestru zabytków Narodowego Instytutu Dziedzictwa na listę zabytków wpisane są obiekty:
- Kościół św. Marcina w Dzikowcu, parafialny z 1645 r. Świątynia została wybudowana w miejsce wcześniejszego, gotyckiego obiektu sakralnego. Kościół posiada barokowe wyposażenie, m.in. ołtarze, obrazy, rzeźby, ambonę i chrzcielnicę.
- dwór, z drugiej połowy XVII wieku zbudowany w stylu barokowym, w XIX wieku przebudowany w stylu neorenesansowym. Jest to budynek na planie prostokąta, jednopiętrowy, zwieńczony czterospadowym dachem. Mimo częściowego zrujnowania, nadal pełni rolę budynku mieszkalnego.

Inne zabytki:
- plebania z 1791 roku,
- krzyż pokutny z XIV-XVI wieku,
- trzy wiadukty kolejowe z początku XX wieku, o konstrukcji kratownicowej.

## Zabytki przyrody (kamieniołomy)
Na pobliskim wzgórzu Wapienna znajduje się duży nieczynny kamieniołom wapieni dewonu (famen) oraz gabra. Kamieniołom ten ma duże znaczenie naukowe i znany jest z bardzo bogatych znalezisk skamieniałości dewońskich i karbońskich, przede wszystkim głowonogów. Badania tu prowadził już od koniec XVIII wieku Leopold von Buch, a po nim inni znani geologowie i paleontolodzy, między innymi Carl Renz, Otto Heinrich Schindewolf i Jerzy Dzik. Zachowała się tam sztolnia, obecnie w byłym kamieniołomie znajduje się strzelnica.

## Oświata
- Zespół Szkół Społecznych w Dzikowcu: Niepubliczna Szkoła Podstawowa i Niepubliczne Przedszkole, organem prowadzącym jest Ochotnicza Straż Pożarna w Dzikowcu

## Sport
W Dzikowcu działał piłkarski klub sportowy „Burza”.
Największym sukcesem LZS „Burza” Dzikowiec był awans do klasy A rozgrywek piłki nożnej.
Drużyna została rozwiązana i w obecnie (2018) nie występuje w rozgrywkach.